# Portrait d'un homme et de ses enfants
Le Portrait d'un homme et de ses enfants est un portrait de famille peint par un artiste anonyme, dont la réalisation est située au début du XIXe siècle. Anciennement intitulé Le Conventionnel Michel Gérard et sa famille ou Portrait de famille d’un conventionnel, il fut lors de sa découverte à la fin du XIXe siècle attribué à Jacques-Louis David notamment par Charles Saunier en 1903, ou Raymond Escholier en 1936, attribution écartée depuis, notamment par la différence de style qui, dans sa précision des détails, ne correspond pas à la manière de David à cette période. L'identité du véritable auteur de ce portrait demeure une énigme pour les historiens d'art. D'autres noms ont été proposés, dont ceux de Martin Drolling et François-Joseph Navez. Le tableau fait partie des collections du musée de Tessé du Mans.

## Provenance
Collection du député Abel Vautier, mentionné en 1861 dans le Magasin pittoresque sous le titre le Père Gérard et sa famille. Vendu le 9 décembre 1863, lors de la succession Vautier. Legs de Philippe de Saint-Albin au musée du Mans en 1879, sous le titre La Famille de Michel Gérard.

## Fortune critique
« Le portrait de la Famille Gérard (50), prêté par le musée du Mans, morceau célèbre l'égal du Bertin d'Ingres, est l'ouvrage d'un David arraché pour un moment au système, pratiquant l'art du groupement, de l'effet, retrouvant même (surtout dons les demi-teintes) une certaine beauté d'exécution. C'est un chef-d'œuvre, mais seul de son espèce. »
Louis Dimier, « Au jour le jour, L’Exposition David », L’Action française, 4 juillet 1913, p. 1